# Torneo Superior "B" de Futsal

## Historia
El Torneo Superior "B" de Futsal 2014 se consagra campeón por primera vez los Vikingos de Miranda.

## Equipos participantes del Torneo Superior de Futsal
| Club                   | Ciudad   | Estadio   |
| ---------------------- | -------- | --------- |
| Artilleros de Carabobo | Valencia | Firestone |

## Palmarés
- Un total de 4 clubes han obtenido al menos un título en el Torneo Superior de Futsal.

| Club                   | Títulos | Subcampeonatos | 3er Lugar | 4.º Lugar |
| ---------------------- | ------- | -------------- | --------- | --------- |
| Vikingos de Miranda    | 1       | --             | --        | --        |
| Titanes del Oriente    | --      | 1              | --        | --        |
| Artilleros de Carabobo | --      | --             | --        | 1         |